# Komplexní rovina
Komplexní rovina (často též Gaussova rovina) je v matematice způsob zobrazení komplexních čísel. Ve frankofonní literatuře bývá někdy označována jako Argandova rovina, Cauchyho rovina nebo Argandův diagram.
Na osu x se vynáší reálná část komplexního čísla z, tzn. {\displaystyle x=\mathrm {Re} (z)}, a proto je tato osa označována jako reálná.
Na osu y se vynáší imaginární část komplexního čísla z, tzn. {\displaystyle y=\mathrm {Im} (z)}, a proto je tato osa označována jako imaginární.
Komplexní rovinu, do níž zahrnujeme i nevlastní bod {\displaystyle z=\infty }, označujeme jako rozšířenou rovinu (komplexních čísel). Tato zúplněná komplexní čísla však názorněji zobrazuje Riemannova koule.
Na obrázku je zobrazen vztah mezi komplexním číslem a číslem sdruženým v komplexní rovině.
Znázorňujeme-li čísla tímto způsobem, pak součet dvou čísel odpovídá vektorovému součtu jejich průvodičů (tzv. rovnoběžníkové pravidlo).
Při násobení je argument součinu roven součtu argumentů jednotlivých činitelů a absolutní hodnota výsledku je rovna součinu absolutních hodnot násobených čísel. To geometricky odpovídá přímé podobnosti — otočení okolo počátku složenému se stejnolehlostí se středem v počátku.